# Pánuco (Veracruz)
Pánuco est une ville de l'État de Veracruz au Mexique, chef-lieu de la municipalité de même nom, située au bord du fleuve Río Pánuco, et qui compte 41 588 habitants. Elle fait partie de la "Zona metropolitana de Tampico", aire urbaine qui regroupe autour de la ville de Tampico les municipalités faisant partie de sa sphère d'influence. Elle dépend de la région Huasteca Alta, du nom du peuple des Huaxtèques qui y est établi, et est une des 10 subdivisions administratives de l'État de Veracruz.

## Toponymie
Le toponyme Pánuco vient de la langue huastèque. Páno désigne un passage, tandis que le suffixe co désigne un lieu. L'ensemble signifie gué ou pont.

## Géographie
La ville de Pánuco est établie sur la rive sud du fleuve Río Pánuco, sur un extérieur de méandre, occupant une position centrale au sein du territoire de la municipalité dont elle dépend.
Elle fait partie de la Zona metropolitana de Tampico (es), regroupant, dans l'État de Tamaulipas, les municipalités de Tampico, Altamira et Ciudad Madero, et dans l'État de Veracruz celles de Pueblo Viejo et de Pánuco, pour une population totale de 927 379 habitants.

## Histoire
Une ancienne tradition raconte que lorsque le dirigeant local Cuextecatl est mort, on l'emmena en cet endroit pour l'enterrer sur des plate-formes d'or. Il a plus tard donné son nom à la région Cuexteca ou Huasteca, autrefois confédération de tribus connue sous le nom de Tamoanchan. Le nom du peuple des Huaxtèques dérive de la même racine.
En 1521, Francisco de Garay (es) devient le dirigeant du gouvernorat de Pánuco, fonction qu'il ne pût cependant exercer, ayant vaincu par le peuple des Chichimèques dans la région des lacs Chila et Tamós. Hernán Cortés chercha à le venger et marcha avec ses troupes vers Tampico.
Après ce rétablissement d'ordre, la ville de Pánuco est baptisée Villa de Santiesteban del Puerto, mais son nom indigène de Pánuco est cependant resté. Il procéda également au tracé des rues et des lotissements, n'hésitant pas à les baptiser. Ainsi, pour la rue San Esteban (aujourd'hui rue Zarco), la rue Santo Santiago (aujourd'hui rue Juarez), ou la rue San Miguel (aujourd'hui rue Lerdo).

## Économie
Dans la périphérie sud de la ville se trouve établie sur les bords d'un cours d'eau une centrale électrique, nommée "Ingenio Pánuco", et produisant 40 mégawatts d'électricité (MW).

## Transports
La ville est traversée du sud au nord par la route nationale 105.
Elle est également desservie par l'Aéroport international de Tampico, situé au nord de la ville de Tampico.